# Digitatispora marina
Digitatispora marina är en svampart som beskrevs av Doguet 1962. Digitatispora marina ingår i släktet Digitatispora och familjen Atheliaceae.  Arten är reproducerande i Sverige. Inga underarter finns listade i Catalogue of Life.